# Magli Elster
Magli Elster (Kristiania, 21 de noviembre de 1912 - Oslo, 11 de mayo de 1993) fue una poetisa y traductora noruega de la posguerra una de cuyass primeras publicaciones fue la colección Trikken går i engen en 1952. Fue una de las poetisas más destacadas de las décadas de 1940 y 1950 junto a Astrid Hjertenaes Andersen, Marie Takvam y Marie Takvam, destacando por ser una de las primeras exponentes noruegas de poesía erótica.

## Obras

### Poemarios
- 1952 — Trikken går i engen (Gyldendal, Oslo)
- 1953 — Med hilsen fra natten (Gyldendal, Oslo)
- 1955 — Den syngende flåten (Gyldendal, Oslo)
- 1959 — En pike av tre (Gyldendal, Oslo)
- 1971 — Sekundene (Gyldendal, Oslo)

### Traducciones
- 1945 Nevil Shute: Mannen med seljefløytene (Aschehoug, Oslo)
- 1949 Patrick Quentin bajo el seudónimo de Jonathan Stagge: Stjernene spår død; título original: The stars spell death (Cappelen, Oslo)
- 1959 Tennessee Williams: Orfeus stiger ned; título original: Orpheus descending
- 1968 — Eventyr fra England; título original: English fairy tales (Tiden Norsk Forlag, Oslo)
- 1975 Joanne Oppenheim: På den andre siden av elva (Tiden, Oslo)
- 1975 Benkt-Erik Hedin: Dikt vi har sammen (Tiden, Oslo)